# Walter Nathan Tobriner
Walter Nathan Tobriner (* 2. Juli 1902 in Washington, D.C.; † 14. Juli 1979 ebenda) war ein US-amerikanischer Politiker. Zwischen 1961 und 1967 war er als Präsident des Board of Commissioners Bürgermeister der Bundeshauptstadt Washington.

## Werdegang
Walter Tobriner besuchte die Sidwell Friends School und studierte danach bis 1923 an der Princeton University. Nach einem anschließenden Jurastudium an der Harvard University und seiner 1926 erfolgten Zulassung als Rechtsanwalt begann er ab 1927 in Washington in diesem Beruf zu arbeiten. Zwischen 1927 und 1950 hielt er auch juristische Vorträge an der National University School of Law, die später in die George Washington University integriert wurde. Während des Zweiten Weltkrieges diente er als Oberstleutnant im Fliegerkorps der United States Army.
In den 1950er Jahren war Tobriner im Vorstand verschiedener Unternehmen und Organisationen. Darunter waren eine Krankenversicherung (Blue Cross) und das Garfield Memorial Hospital. Zwischen 1959 und 1961 leitete er das Washington Hospital Center. Von 1952 bis 1961 gehörte Tobriner dem Bildungsausschuss der Stadt Washington an, den er seit 1957 leitete. Damals wurde die Rassenintegration an den Schulen der Stadt eingeführt. Politisch schloss er sich der Demokratischen Partei an. In den Jahren 1956, 1960 und 1964 nahm er als Delegierter an den jeweiligen Democratic National Conventions teil.
1961 wurde Tobriner von US-Präsident John F. Kennedy in das aus drei Personen bestehende Gremium Board of Commissioners berufen, das die Stadt Washington regierte. Innerhalb dieser Gruppe wurde er zum Vorsitzenden bestimmt. In dieser Eigenschaft übte er faktisch das Amt des Bürgermeisters aus, auch wenn dieser Titel zwischen 1871 und 1975 offiziell nicht benutzt wurde. Diesen Posten bekleidete er zwischen 1961 und 1967. Er war der letzte Kommissionspräsident nach dem seit 1874 geltendem Recht. 1967 wurde dann die Verwaltungsstruktur der Hauptstadt reformiert. Das bis dahin aus drei Personen bestehende Board of Commissioners wurde auf neun Personen erweitert und nannte sich nun City Council (Stadtrat). Außerdem gab es nun einen Bürgermeister und einen stellvertretenden Bürgermeister (Mayor-Commissioner bzw. Assistant to the mayor-commissioner). Alle diese Positionen wurden vom US-Präsidenten bestimmt. Dieses System wurde bereits 1975 wieder abgeschafft. Seither werden sowohl der Bürgermeister als auch der Stadtrat der Bundeshauptstadt in allgemeinen Wahlen bestimmt. In Tobriners Amtszeit fiel unter anderem der Marsch auf Washington für Arbeit und Freiheit. Dabei war auch die Stadtverwaltung logistisch in der Pflicht, um für einen sicheren Ablauf dieser Veranstaltung zu sorgen. In den Jahren 1966 und 1967 war Tobrine auch Leiter der Washington Metropolitan Area Transit Authority. Er war auch Mitglied verschiedener anderer Organisationen und Vereinigungen. Zwischen 1967 und 1969 war Walter Tobriner Botschafter der Vereinigten Staaten in Jamaika. Danach war er als Berater für das Außenministerium der Vereinigten Staaten tätig. Er starb am 14. Juli 1979.